# D-Link

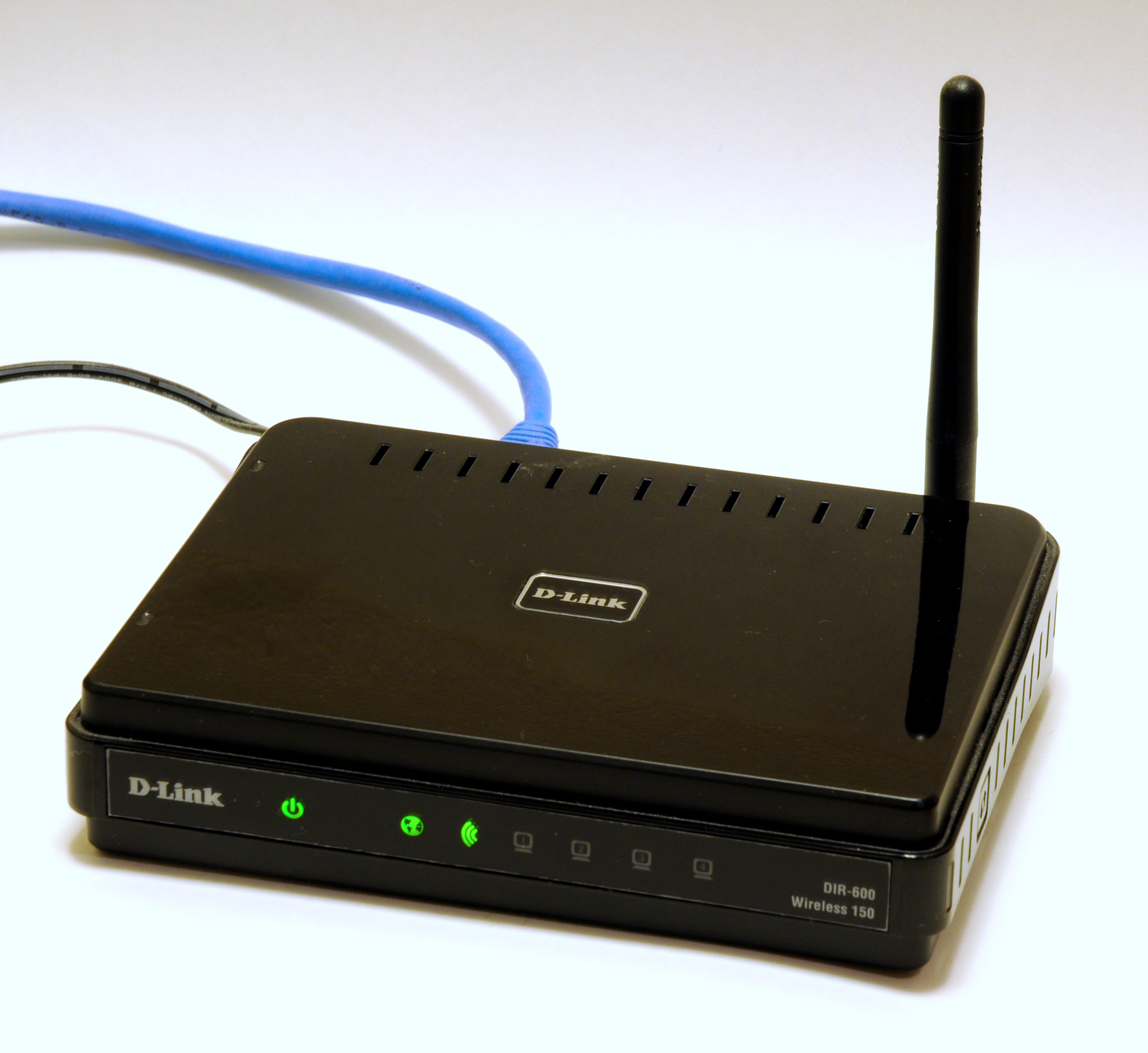
D-Link trådlös router DIR-600.

D-Link är en taiwanesisk tillverkare av Datornätverks-utrustning, grundat år 1986.